# Leo Garavaglia
Leo Garavaglia (Bassano del Grappa, 7 maggio 1896 – Livorno, 4 dicembre 1972) è stato un attore italiano.

## Biografia
Figlio degli attori Ferruccio Garavaglia e Adele Garavaglia, segue sin da piccolo le orme dei genitori partecipando a spettacoli teatrali, e entrando successivamente in diverse compagnie come attore brillante. Debutta nella prosa radiofonica dell'EIAR dai primi anni trenta, e contemporaneamente lavora nel campo del doppiaggio con la prima generazione di attori specializzati in questa attività.
Nel 1945 entra a far parte della compagnia di prosa di Radio Roma, insieme ad attori come Ubaldo Lay, Elena Da Venezia, Franco Becci, Guido Notari, Gianfranco Bellini, Nella Maria Bonora e con registi come Anton Giulio Majano, Pietro Masserano Taricco, Nino Meloni. È cugino dell'attrice e doppiatrice Miranda Bonansea.

## La prosa radiofonica
EIAR
- L'avventura di Smeraldina, commedia di Ferruccio Cerio, regia di Aldo Silvani, trasmessa il 3 aprile 1937.
- Girasole di Roberto Minervini, regia di Aldo Silvani, trasmessa il 31 luglio 1937.
- La damigella di Bard di Salvator Gotta, regia di Luigi Maggi, trasmessa il 25 novembre 1939.
- Fumate rosse, commedia di Felice Gaudiosi, regia di Guglielmo Morandi, trasmessa il 14 gennaio 1940.
- Ninna nanna a Gesù, radiocommedia di Enrico Pea, regia di Guglielmo Morandi, trasmessa il 6 gennaio 1942.

RAI
- L'uomo onesto di Vittorio Minnucci, regia di Anton Giulio Majano, trasmessa il 1º dicembre 1945.
- La notte veneziana di Alfredo De Musset, regia di Pietro Masserano Taricco, trasmessa il 27 maggio 1946.
- La maschera e il volto di Luigi Chiarelli, regia di Pietro Masserano Taricco, trasmessa il 28 maggio 1946.
- La bisbetica domata di William Shakespeare, regia di Guglielmo Morandi, trasmessa il 30 maggio 1946.

## Il cinema
Entra nel mondo del cinema nel 1934, con la pellicola: L'avvocato difensore, girerà circa 18 film sino al 1954, lavorando anche con Vittorio De Sica, in Sciuscià.

## Filmografia

Leo Garavaglia ne Il capitano nero (1951)

- L'avvocato difensore, regia di Gero Zambuto (1934)
- L'ultimo dei Bergerac, regia di Gennaro Righelli (1934)
- Il torrente, regia di Marco Elter (1937)
- Amami Alfredo, regia di Carmine Gallone (1940)
- La figlia del Corsaro Verde, regia di Enrico Guazzoni (1940)
- La donna del peccato, regia di Harry Hasso (1942)
- Noi vivi, regia di Goffredo Alessandrini (1942)
- Bengasi, regia di Augusto Genina (1942)
- Apparizione, regia di Jean de Limur (1943)
- Sciuscià, regia di Vittorio De Sica (1946)
- Montecassino, regia di Arturo Gemmiti (1946)
- Il vento mi ha cantato una canzone, regia di Camillo Mastrocinque (1947)
- Gioventù perduta, regia di Pietro Germi (1947)
- L'uomo dal guanto grigio, regia di Camillo Mastrocinque (1948)
- Quel fantasma di mio marito, regia di Camillo Mastrocinque (1950)
- Il nido di falasco, regia di Guido Brignone (1950)
- Le sei mogli di Barbablù, regia di Carlo Ludovico Bragaglia (1950)
- Inganno, regia di Guido Brignone (1952)
- La campana di San Giusto, regia di Mario Amendola (1954)

## Doppiaggio
- Misha Auer in Cento uomini e una ragazza
- Trevor Bardette in Il traditore di Forte Alamo[1]
- Cyril Delevanti in Mary Poppins
- C. Henry Gordon in Gli amori di una spia[2]
- Tim Graham in Mezzogiorno di fuoco
- Renato Malavasi in Le mura di Malapaga

## Prosa televisiva Rai
- Sacro esperimento, regia di Gianfranco De Bosio e Silverio Blasi, trasmessa l'8 aprile 1955.
- La cittadella, sceneggiato televisivo, regia di Anton Giulio Maiano trasmessa nel 1964